# این همان دختر مورد علاقه من است
«این همان دختر مورد علاقه من است» (انگلیسی: She's My Kind of Girl) ترانه‌ای است که بنی آندِشون و بیورن اولویوس به‌طور مشترک آن را نوشته و با هم اجرا کردند. این ترانه در نوامبر/دسامبر ۱۹۶۹ (به احتمال زیاد در استودیوهای فیلم اروپا) ضبط شد و نخستین بار به‌صورت تک‌آهنگ در مارس ۱۹۷۰ منتشر شد. ۲ سال بعد در ژاپن این ترانه به صدر جدول موسیقی راه یافت و نیم میلیون نسخه از آن به فروش رفت. بعدها و پس از شکل‌گیری گروه آبا، این ترانه به‌عنوان روی دوم صفحهٔ «رینگ رینگ» (نسخهٔ انگلیسی) به بازار عرضه شد.
این ترانه در اصل برای فیلم سافت پرون سوئدی «اینیا ۲: اغوای اینیا» به کارگردانی جوزف دابلیو. سارنو نوشته شده بود که در ایالات متحده آمریکا با موفقیت بیشتری نسبت به سوئد مواجه شد.

## جداول موسیقی
| جدول (۱۹۷۲) | رتبه |
| ----------- | ---- |
| اوریکون     | ۶    |

| جدول (۱۹۷۲)         | رتبه |
| ------------------- | ---- |
| جدول تک‌آهنگ‌های ژاپن | ۶۲   |

| منطقه          | فروش     |
| -------------- | -------- |
| ژاپن (اوریکون) | ۱۸۸٬۰۰۰+ |